# Cimetière militaire britannique de Brie (Somme)
Le Cimetière militaire britannique de Brie (Brie British Cemetery) est un cimetière militaire de la Première Guerre mondiale situé sur le territoire de la commune de Brie dans le département de la Somme.

## Historique
Occupé dès fin août 1914 par les Allemands, les troupes du Commonwealth réparent le pont sur la Somme et le canal et prennent le village de Brie pendant la retraite allemande sur la ligne Hindenburg les 18 et 20 mars 1917. Le village et le pont ont été perdus plus tard le 23 mars 1918, pendant l'offensive allemande, mais ont été repris définitivement le 5 septembre quand la 32e Division Britannique a reconquis le village. Le cimetière a été commencé par des unités du Commonwealth après la deuxième occupation du village et continué ensuite par les postes de secours qui ont été installés à Brie avec les soldats qui ont succombé à leurs blessures. Il a été agrandi après l'armistice lorsque des tombes ont été amenées des champs de bataille à l'est et au sud de Brie.

## Caractéristique
Ce cimetière comporte aujourd'hui 399 tombes de soldats du Commonwealth et 36 tombes de soldats allemands, dont 49 ne sont pas identifiés. Le cimetière a été conçu par Sir Herbert Baker.

## Localisation
Ce cimetière est situé sur la D88, à 1,5 km à gauche sur la route qui conduit à Saint-Christ. Coordonnées: latitude: 49.86622 N - longitude 2.93222 E.

## Galerie

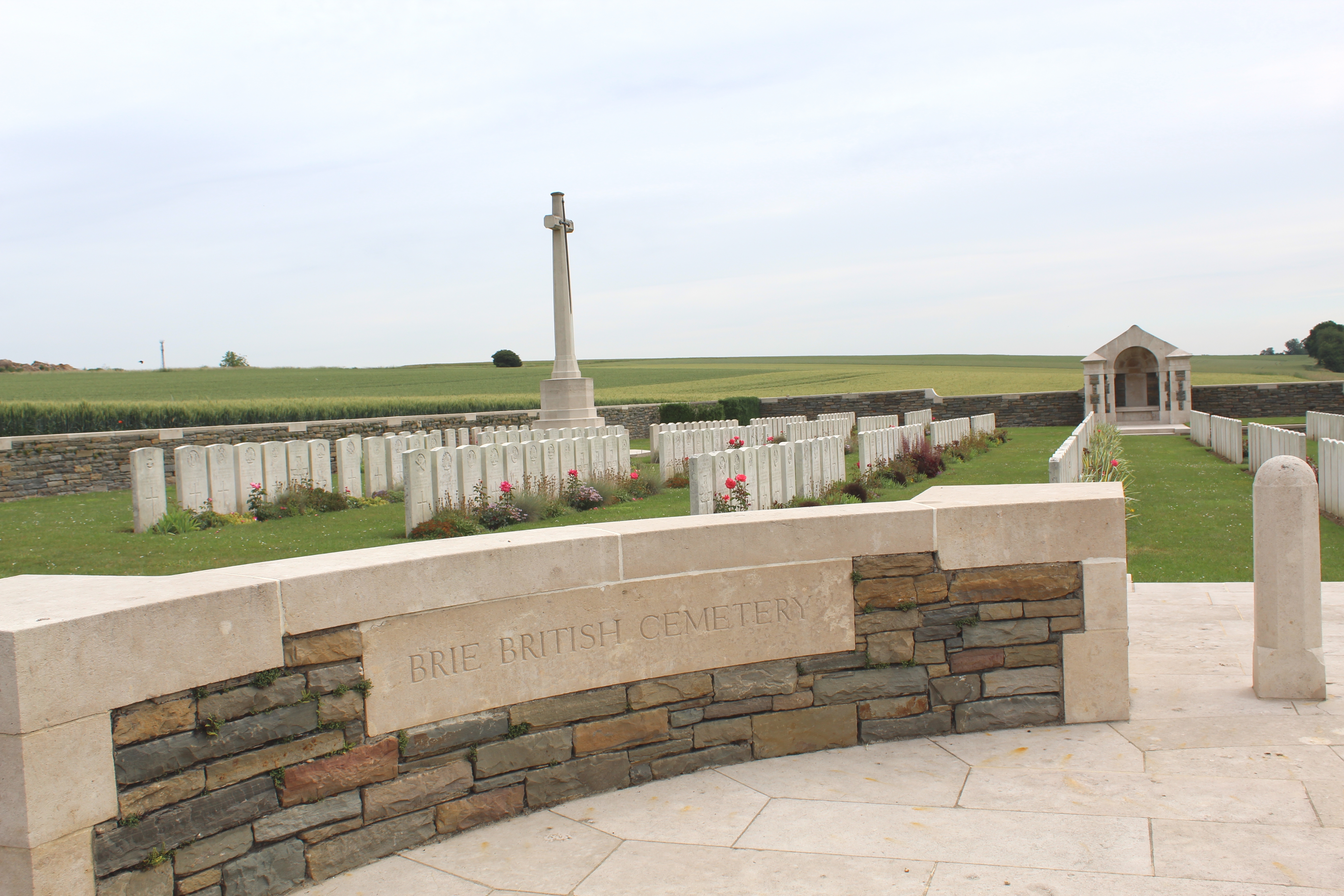
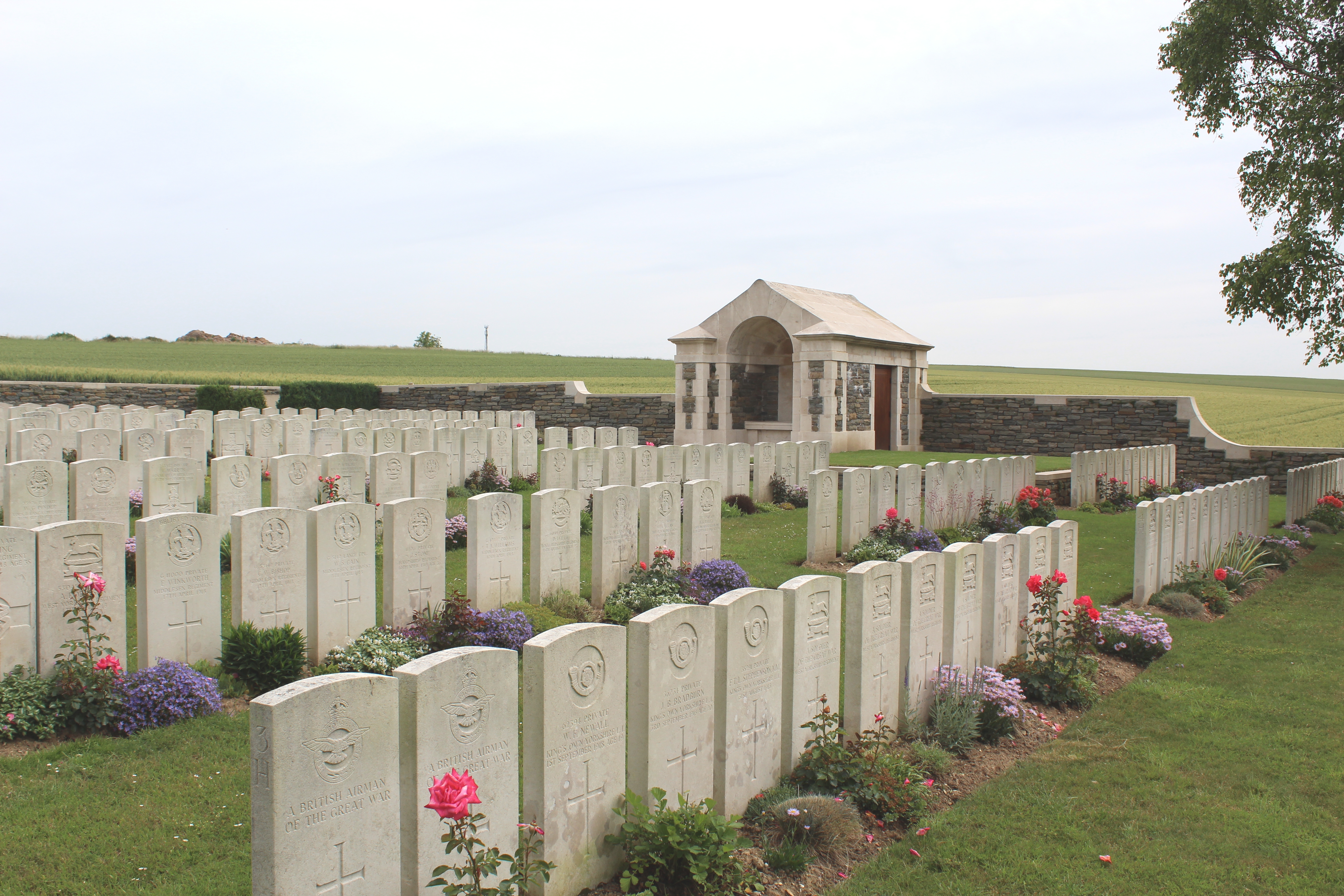
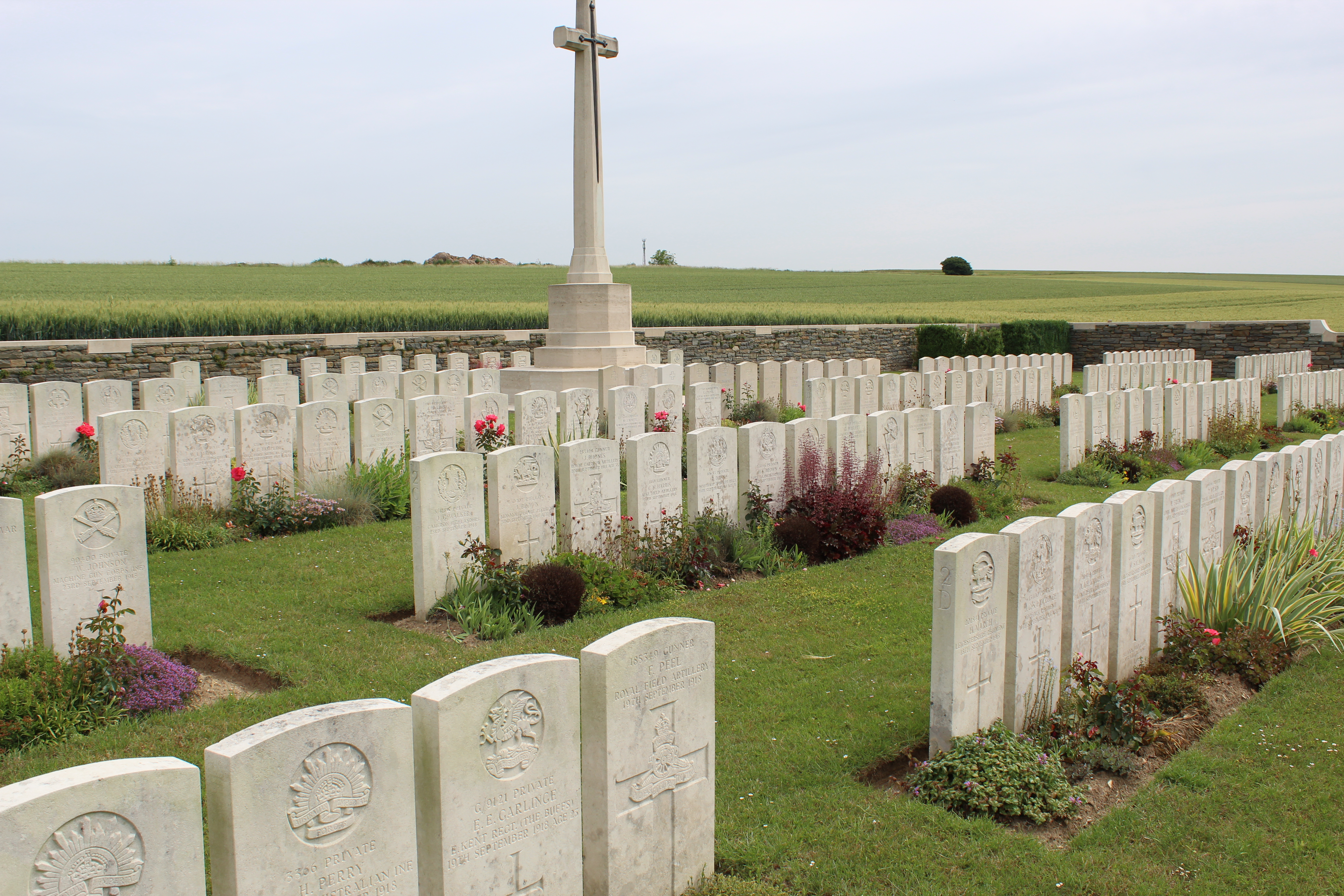
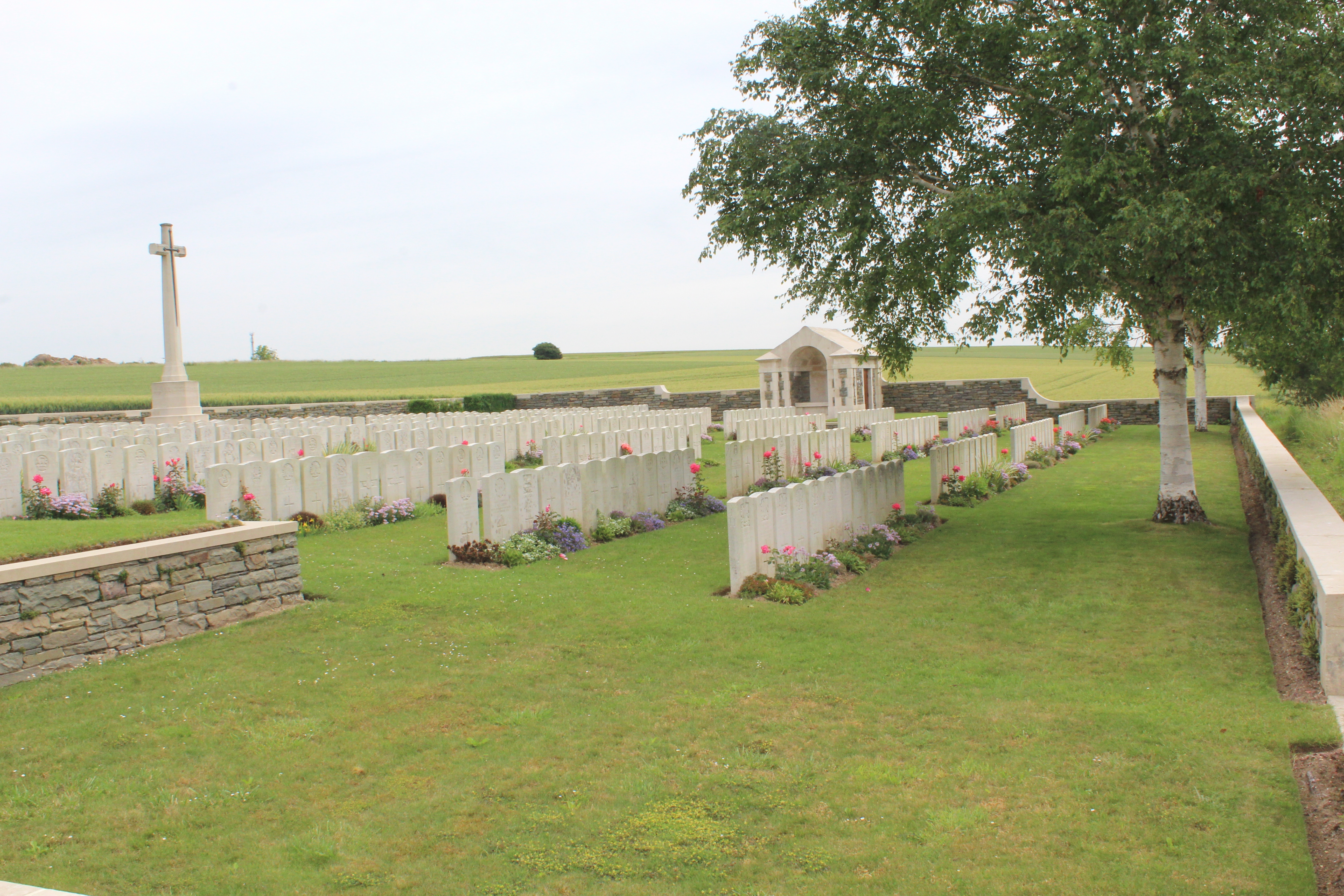
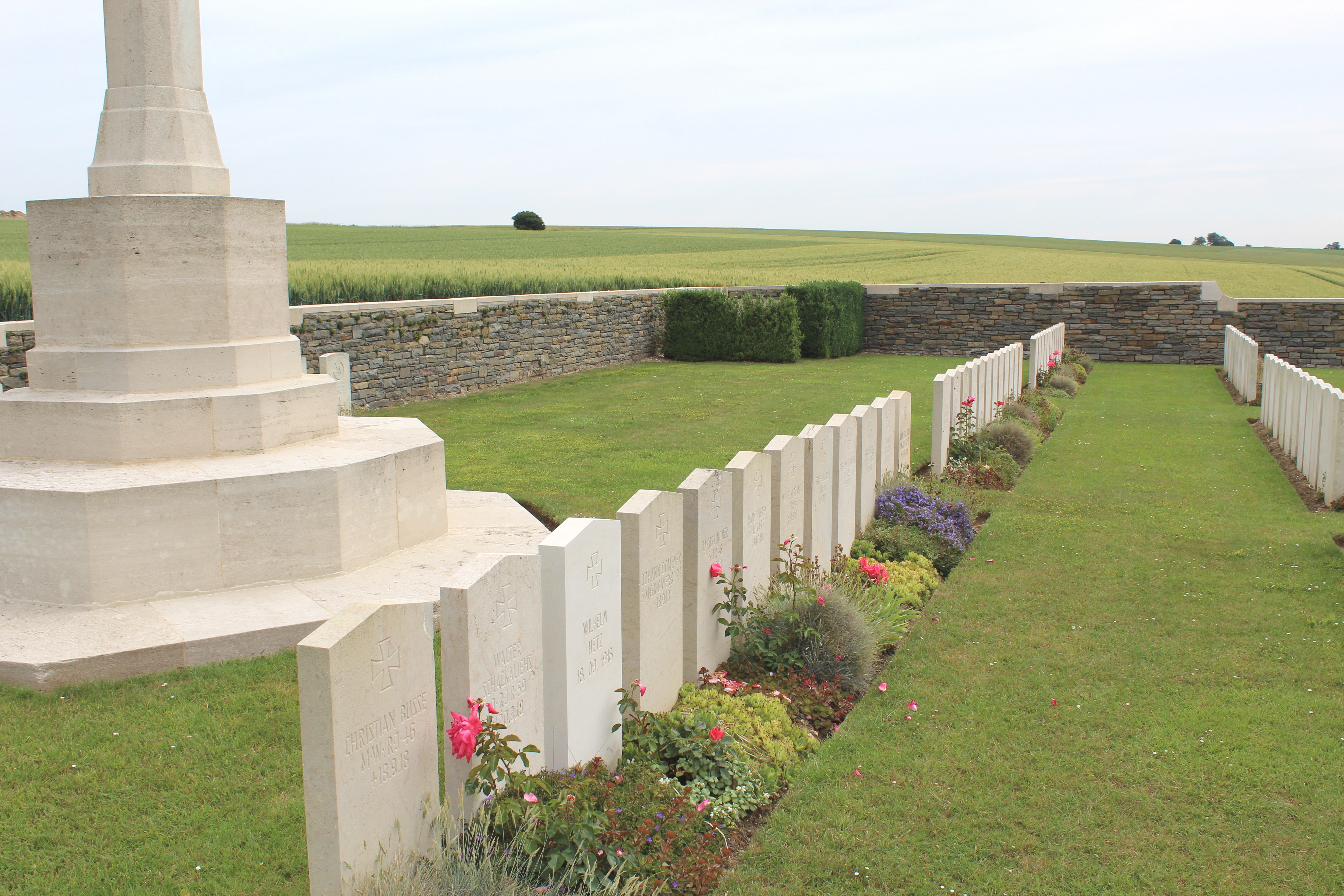
Tombes des 36 soldats allemands avec les stèles au sommet anguleux.

## Sépultures
| Pays        | Sépultures |
| ----------- | ---------- |
| Royaume-Uni | 381        |
| Canada      | 1          |
| Australie   | 27         |
| Allemagne   | 36         |
| Total       | 435        |